# امونوپور
امونوپور (به لاتین: Amunupure) یک منطقهٔ مسکونی در سری‌لانکا است که در استان مرکزی (سری‌لانکا) واقع شده‌است.